# Ketskeméty István
Ketskeméty István (Dombegyház, 1927. augusztus 20. – Szeged, 2007. február 3.) magyar fizikus, egyetemi tanár. A fizikai tudományok kandidátusa (1954), a fizikai tudományok doktora (1964).

## Életpályája
1933–1937 között a Dombegyházán a Községi Elemi Népiskola diákja volt. 1937–1944 között a szegedi Klauzál Gábor Gimnáziumban tanult. 1945-ben érettségizett. 1946–1947 között a budapesti tudományegyetemre járt. 1947–1950 között Szegeden tanult tovább matematika–fizika szakon. 1949–1951 között a Szegedi Tudományegyetem, illetve a JATE TTK Kísérleti Fizikai Intézete gyakornoka volt. 1950–1951 között a TTK Tanulmányi Osztályának vezetője volt. 1951–1954 között a Szegedi Tudományegyetem Kísérleti Fizikai Intézetében Budó Ágoston aspiránsa volt. 1954–1959 között az Intézet egyetemi adjunktusa, 1959–1964 között egyetemi docense volt. 1960-ban doktorált. 1961-től a tanszéken működő akadémiai kutatócsoport vezető helyettese volt. 1961–1967 között Szegedi Akadémiai Bizottság ügyvezető titkára volt. 1962–1965 között a TTK dékánhelyettese volt. 1963–1990 között a MTA-TMB Fizikai és Csillagászati Szakbizottsága tagja volt. 1964–1990 között a Magyar Tudományos Akadémia Fizikai Szakbizottság Atomhéj-fizikai Albizottságának tagja volt. 1965–1987 között egyetemi tanár volt. 1970–1987 között tanszékvezető és kutatócsoport-vezető volt. 1970–1990 között a Spektroszkópiai Albizottsága tagja volt. 1988-ban nyugdíjba vonult. 1988–1993 között a Magyar Tudományos Akadémia szegedi Lézerfizikai Tanszéki Kutatócsoportjának tudományos tanácsadója volt. 1993-tól emeritus professzor volt.
Az oldatok fotolumineszcenciájával és festékoldatok lézeremissziójával foglalkozott. Megközelítőleg 100 tudományos publikáció szerzője volt.

## Családja
Szülei: Ketskeméty Károly és Molnár Etelka voltak. 1951-ben házasságot kötött Fodor Erzsébettel.

## Művei
- Vizsgálatok az alumínium-morin lumineszcenciájáról. Adalékok a polarizált lumineszcencia elméletéhez (Kandidátusi értekezés; Szeged, 1954)
- Polarizációs vizsgálatok lumineszkáló oldatoknál az abszorpciós és emissziós átmenetek jellegének eldöntésére (Szalay Lászlóval; Magyar Fizikai Folyóirat, 1956)
- Az oldatok fluoreszcenciájának fizikai alapjai (Doktori értekezés; Szeged, 1964)
- Budó Ágoston (Magyar Tudomány, 1970)
- A Budó-féle lumineszcencia-iskoláról, különös tekintettel a kutatás megszervezésére (Fizikai Szemle, 1989)
- A folyadékok felületi feszültségéről, különös tekintettel Eötvös Loránd munkásságára (Hilbert Margittal; Fizikai Szemle, 1999)
- Az árapályjelenségek fizikai hátteréről (Farkas Zsuzsával; Fizikai Szemle, 2003)

## Díjai, kitüntetései
- Schmid Rezső-díj (1959)
- Akadémiai Jutalom (1959)
- Akadémiai Díj (1966)
- Munka Érdemrend ezüst fokozata (1967)
- Munka Érdemrend arany fokozata (1978)
- Eötvös Loránd-emlékérem (1985)[1]
- Április Negyedike érdemrend (1987)
- Eötvös József-koszorú (1995)[2]